# Attrazione modale
L'attrazione modale è una formula usata da alcuni grammatici per definire un fenomeno sintattico tipico della lingua latina, per il quale una proposizione subordinata di secondo grado che per la sua natura dovrebbe avere il modo indicativo (come le relative, le temporali, le causali, ecc.) se dipendente da una proposizione subordinata di primo grado già al congiuntivo o all'infinito, può essere "attratta" al modo congiuntivo, a condizione che sia legata grammaticalmente e logicamente alla proposizione reggente.

## Esempi di utilizzo
Ad esempio, la frase:
| «Ignavus miles ac timidus, simul ac vidit hostem, fugit.»      |
| «Il soldato vile e pauroso, non appena vede il nemico, fugge.» |

Nota: vidit è un perfetto iterativo.
in dipendenza da un congiuntivo diventa:
| «Saepe fit in proelio ut ignavus miles ac timidus, simul ac viderit hostem, fugiat.»           |
| «Spesso accade in battaglia che il soldato vile e pauroso, non appena vedrà il nemico, fugga.» |

Analogamente la frase:
| «Athenis laudantur in contione i qui sunt in proeliis interfecti.»                   |
| «Ad Atene vengono celebrati in assemblea coloro che sono stati uccisi in battaglia.» |

in dipendenza da un infinito diventa:
| «Mos est Athenis laudari in contione eos qui sint in proeliis interfecti.»                              |
| «Ad Atene c'è il costume che vengano celebrati in assemblea coloro che sono stati uccisi in battaglia.» |

L'attrazione modale si verifica prevalentemente nelle proposizioni relative (ma anche temporali, causali, ecc.), e ad ogni modo in quelle frasi strettamente legate alla propria reggente, ritenute indispensabili per la comprensione del senso generale del periodo.
 Tuttavia, è un fenomeno soggetto a scelte stilistiche ed espressive proprie dell'autore. Pertanto, nella lingua latina, non è tanto una struttura obbligatoria o un fatto "meccanico" come la consecutio temporum, ma piuttosto un semplice accorgimento o una scelta stilistica dell'autore per esprimere nella subordinata un fatto presentato come soggettivo, eventuale, possibile o per riferire un discorso diverso dalla persona che sta parlando o scrivendo. Si tende quindi ad interpretare quell'uso del congiuntivo come determinato da altre componenti linguistiche, e secondo alcuni studiosi sarebbe più corretto parlare di congiuntivo eventuale, obliquo o ancora, caratterizzante. Si osservi la differenza tra l'uso dell'indicativo e del congiuntivo in questo esempio:
| «Apud Hypaniam fluvium, qui ab Europae parte in Pontum influit, Aristoteles ait bestiolas nasci, quae unum diem vivant. (Cicerone)»                    |
| «Aristotele afferma che presso il fiume Ipani, che si getta nel mar Nero dalla parte dell'Europa, nascono degli animaletti che vivono un giorno solo.» |

La frase presenta due sfumature diverse; anzitutto sono presenti due relative: qui... influit e quae... vivant. Nella prima è usato l'indicativo perché è trascritto un dato reale, certo, che si può togliere senza alterare il significato della frase; nella seconda, invece, c'è il congiuntivo perché è riportata una possibilità, un dato eventuale, ossia il pensiero indiretto di Aristotele.
Le proposizioni subordinate in cui si verifica l'attrazione modale seguono la consecutio temporum..
| «Dicunt eos milites, qui lignationis causa in silvas discessissent, barbaris interfectos esse.»                  |
| «Dicono che quei soldati, che si erano allontanati nei boschi per fare legna, vennero uccisi da alcuni barbari.» |

Il congiuntivo piuccheperfetto (in luogo del piuccheperfetto indicativo) discessissent si spiega per la presenza dell'infinito interfectos esse nella subordinata di primo grado.

## Osservazioni
- Non si può avere l'attrazione modale nelle subordinate in cui si enuncia una realtà indipendente dal pensiero della reggente, come le incidentali e le relative con valore di perifrasi (cioè equivalenti ad un sostantivo), come: ii qui audiunt, «gli uditori»; qui legunt, «i lettori»; qui spectant, «gli spettatori»; id quod sentio, «la mia opinione».

| «Deos semper oravi ut, quod evēnit, periret Tiberius.»            |
| «Pregai sempre gli dei che Tiberio morisse, cosa che è successa.» |

La relativa indica una realtà oggettiva, svincolata dal pensiero della reggente.
| «Equidem non dubitabo quod sentio dicere.»    |
| «Invero non esiterò a dire quello che penso.» |

Quod sentio è una perifrasi, corrispondente a meam sententiam, «il mio pensiero» quindi, «ciò che penso».